# .dm
.dm je vrhovna internetska domena (country code top-level domain - ccTLD) za Dominiku. Domenom upravlja DotDM Corporation. 

## Vanjske poveznice
- IANA .dm whois informacija  Arhivirana inačica izvorne stranice od 23. listopada 2007. (Wayback Machine)